# Jean Couturier (homme politique)
Pour les articles homonymes, voir Jean Couturier et Couturier.
Jean Baptiste Henri Couturier, né le 15 juillet 1813 à Vienne et mort le 16 août 1894 à Granges-Hautes, est un homme politique français. Son prénom d'usage était Henri.

## Biographie
Médecin à Vienne, il est conseiller général du canton de Vienne-Nord, quand il est élu député en 1876. Il siège à gauche et fait partie des 363 qui refusent la confiance au gouvernement de Broglie, le 16 mai 1877. Il est réélu en 1877 et 1881. En janvier 1885, il est élu sénateur de l'Isère et le reste jusqu'à sa mort en 1894.
Lors des sessions parlementaires, il a échangé une correspondance régulière avec son épouse Émilie restée à Vienne, où il commente l'actualité politique. Cette correspondance est conservée aux Archives départementales de l'Isère.
Sensible aux idées prônées par Charles Fourier, il participe à la fondation de la Société agricole des orphelinats d’Algérie.

### Sources
- « Jean Couturier (homme politique) », dans Adolphe Robert et Gaston Cougny, Dictionnaire des parlementaires français, Edgar Bourloton, 1889-1891 [détail de l’édition]